# Carlo II (vescovo di Torino)
Carlo II di Torino (... – Torino, 1170) è stato un vescovo cattolico italiano.

## Biografia
Sulla vita di Carlo II, vescovo di Torino, pochissime sono le informazioni giunte sino a noi.
Pressoché oscura, oltre alla sua nascita, alla data ed al luogo, fu anche la sua vita ecclesiastica. Prima notizia certa è la sua elezione, nel 1164 a vescovo di Torino.
Durante la propria reggenza episcopale, favorì grandemente il Prevosto di Oulx elargendo grandi donazioni alla sua prepositura nel 1165.
Fu un aperto sostenitore dell'imperatore Federico Barbarossa e che pertanto fu inviso alla politica di papa Alessandro III, garantendosi la nomea di vero e proprio signore feudale, piuttosto che di ecclesiastico.
Morì a Torino nel 1170.